# Ифецхајм
Ифецхајм (њем. Iffezheim) општина је у њемачкој савезној држави Баден-Виртемберг. Једно је од 23 општинска средишта округа Раштат. Према процјени из 2010. у општини је живјело 4.909 становника. Посједује регионалну шифру (AGS) 8216023.

## Географски и демографски подаци
Ифецхајм се налази у савезној држави Баден-Виртемберг у округу Раштат. Општина се налази на надморској висини од 123 метра. Површина општине износи 19,9 km². У самом мјесту је, према процјени из 2010. године, живјело 4.909 становника. Просјечна густина становништва износи 246 становника/km².